# 우휴모탁국
우휴모탁국(優休牟啄國)은 고대 한반도에 존재했던 국가로 마한의 54소국 중 하나로, 지금의 경기도 부천시 일원 또는 강원도 춘천시에 있었을 것으로 추정되나, 정확한 위치는 알 수 없으나 현재 사학계는 부천설을 주류로 본다. 다른 마한 연맹체의 국가들과 여러 가지 형태의 결속관계를 성립한 이후 토착적인 지배세력이 3세기 이후까지 독립적인 성장을 지속했다가 백제에 복속되었다.
국명에 관해서는 일찍이 이병도가 '優休'를 '우희(위)'로 보고 '牟'를 '물', '啄'을 '둑'으로 해석하였다. 이건식은 '優休'는 이병도와 동일한 의미로 보았으나 '牟'를 '모ㅎ' 정도로 보고 '높이가 있는 구조물' 즉 '둑'으로 해석하였고, '啄'는 '물길'을 의미하는 '도/涿'로 해독하였다. 한편 동일한 지명으로 보는 '主夫吐'는 '主/님(위ㆍ높은)', '夫/벌', '吐/둑'으로, '長堤'는 '長/으뜸(위ㆍ높은)', '堤/둑'으로 해석하였다.

## 같이 보기
- 부평군